# Bass Lake (Californie)
Pour les articles homonymes, voir Bass Lake.
Bass Lake est une census-designated place du comté de Madera, dans l'État de Californie, aux États-Unis,. En 2020, elle compte une population de 575 habitants.